# Soul Hackers 2
Soul Hackers 2 (ソウルハッカーズ2?, Souru Hakkāzu 2) è un videogioco di ruolo sviluppato da Atlus e pubblicato nel 2022 per Microsoft Windows, PlayStation 4, PlayStation 5, Xbox One e Xbox Series X e Series S. Spin-off della serie Megami Tensei, è il seguito di Devil Summoner: Soul Hackers.
Il gioco ha ricevuto DLC a tema Persona 5, Persona 4 e Shin Megami Tensei IV.